# منطقه شمال، هنگ کنگ
منطقه شمال (به لاتین: North District) یکی از مناطق هجده‌گانه هنگ کنگ در چین است. منطقه شمال ۱۶۸ کیلومتر مربع مساحت و ۳۱۵٬۲۷۰ نفر جمعیت دارد.